# Università federale settentrionale (artica)
L'Università federale settentrionale (artica) (SAFU, in russo Се́верный (Аркти́ческий) федера́льный университе́т имени М. В. Ломоносова?, Severnyj (Artičeskij) federal'nyj universitet imeni M V, Lomonosova) è un ente di istruzione accademica russo situato a Arcangelo, intitolato a Michail Vasil'evič Lomonosov.

## Struttura
- Scuola superiore di tecnologie informatiche e sistemi automatizzati
- Scuola superiore di ingegneria
- Scuola superiore di energetica, petrolio e gas
- Scuola superiore scienze e tecnologie ambientali
- Scuola superiore di psicologia, pedagogia e cultura fisica
- Scuola superiore di scienze socio-umanistiche e comunicazione internazionale
- Istituto umanistico
- Istituto di costruzione navale e tecnica marina artica